# Polystichum drepanum
Polystichum drepanum là một loài dương xỉ trong họ Dryopteridaceae. Loài này được C. Presl mô tả khoa học đầu tiên..